# Cyphocardamum aretioides
Cyphocardamum es un género monotípico de plantas fanerógamas pertenecientes a la familia Brassicaceae.  Su única especie: Cyphocardamum aretioides, es originaria de Afganistán.

## Taxonomía
Cyphocardamum aretioides fue descrita por Ian Charleson Hedge y publicado en Flora Iranica 57: 122. 1968.